# Стовпець
Стовпе́ць — село в Україні, у Вербській сільській громаді Дубенського району Рівненської області. Населення становить 894 осіб.

## Географія
Село розташоване на лівому березі річки Ікви.

## Історія
Наприкінці XIX століття у селі було 111 будинків та 773 мешканці. Назва села походить від слова «стовп» — що означала окремо стоячу вежу, або городище. Цей вид фортифікації розвинувся у Галицько-Волинському князівстві у XIII і XIV ст. Назва часто зустрічається Волині, Холмщині, Поліссі і Галичині. За 
податковим реєстром 1570 р. село належало до Петра Хом'яка, а у 1583 р. до Малинського. 
З 1802 року Гуго Коллонтай проживав на Волині, зокрема мешкав у місті Кременець, селах Стовпець, Тилявка, Тетильківці. Разом із Тадеушем Чацьким працював над реформуванням системи освіти, у 1805 р. заснувавши у Кременці Вищу Волинську гімназію (від 1819 р. – ліцей). Коллонтай розробив статут і навчальні плани гімназії, забезпечив майбутню гімназію першокласним навчальним обладнанням. 
За переписом 1911 р. до великої зем.  власності належало 567 десятин.
У 1906 році село Вербівської волості Дубенського повіту Волинської губернії. Відстань від повітового міста 23 верст, від волості 5. Дворів 129, мешканців 677.
7 (20) листопада 1917 року, відповідно до Третього Універсалу Української Центральної Ради, увійшло до складу Української Народної Республіки.
12 червня 2020 року, відповідно до розпорядження Кабінету Міністрів України № 722-р від «Про визначення адміністративних центрів та затвердження територій територіальних громад Рівненської області», увійшло до складу Вербської сільської громади.
19 липня 2020 року, в результаті адміністративно-територіальної реформи та ліквідації  Дубенського (1939—2020) району, село увійшло до складу новоутвореного Дубенського району.

## Пам'ятки
- Урочище «Верба» — гідрологічний заказник місцевого значення.

## Відомі люди
Існує версія, що в 1802 році у селі жив польський політичний і освітній діяч Гуґо Коллонтай.